# Kèn đám ma
El kèn đám ma es un instrumento de viento de doble lengüeta usado en la música tradicional del norte de Vietnam. Es similar en construcción y sonido a la suona china y al taepyeongso coreano. Se emplea típicamente en interpretaciones para procesiones funerarias. Posee un taladro cónico y en la lengüeta se coloca una virola.

## Etimología
Kèn significa oboe y đám ma, funeral.